# Michelsbach (Wörtersbach)
Der Michelsbach  ist ein Bach im bayerischen Landkreis Weilheim-Schongau und der linke Oberlauf des Ammer-Zuflusses Wörtersbach.

## Geographie

### Verlauf
Er entsteht an den Osthängen des Hohen Peißenbergs bei der Einöde Oberschwaig von Hohenpeißenberg.
Er verläuft zunächst in einem tief eingekerbten Geländegraben ostwärts, tritt dabei nach einem Abschnitt als Grenzbach etwa 700 Meter nach seinem Ursprung ins Gebiet der Marktgemeinde Peißenberg über. Er führt an der Kapelle Sankt Michael über dem linken Hang vorbei und tritt zuletzt in flacherem Terrain in das Siedlungsgebiet von Peißenberg ein. Dort fließt er an der Bahnlinie nahe dem Schwalbenweg von links mit dem Stadelbach zum Wörtersbach zusammen.

### Zuflüsse
Hierarchische Liste einer Auswahl der Zuflüsse von der Quelle zur Mündung.
- (Talwaldzufluss), von links und Westnordwesten bei Peißenberg-Unterbuchau
- Buchaugraben, von links und zuletzt Norden in Peißenberg
  - (Bach aus Richtung Schmauz), von links und Westnordwesten
  - Höllbichlgraben, von links und Westen am Ortsanfang von Peißenberg
  - (Bach von Schweiber her), von rechts und Südwesten in Peißenberg